# Beeldenpark van het Städel Museum

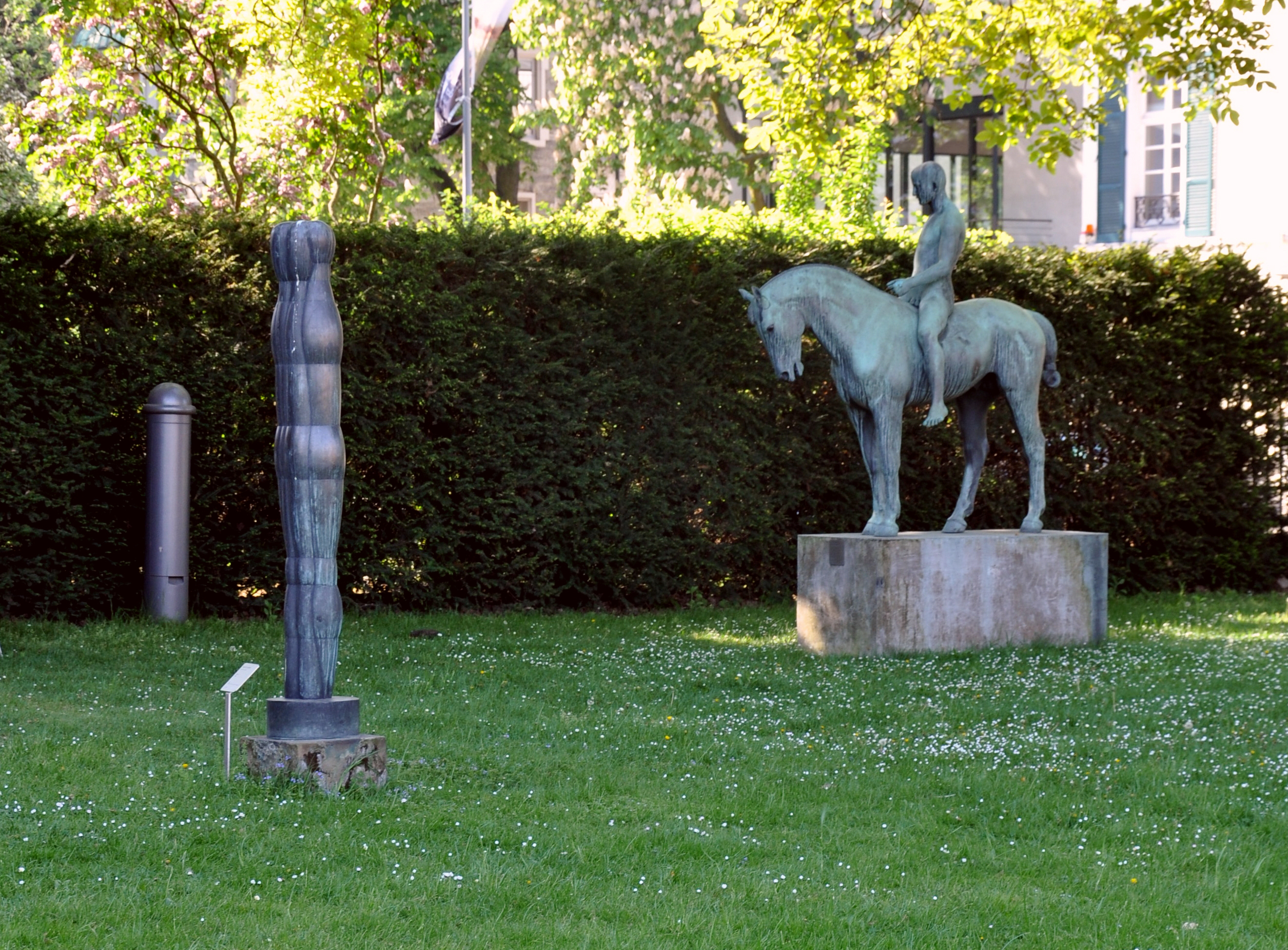
De beeldentuin

Het Beeldenpark van het Städel Museum is de beeldentuin van het Städel Museum in de Duitse stad Frankfurt am Main.

## Geschiedenis
De beeldencollectie van het Städel Museum omvat ruim 600 sculpturen en installaties uit de 19e en de 20e eeuw. Een klein gedeelte wordt permanent geëxposeerd in de tentoonstellingszalen. In de beeldentuin bevinden zich figuratieve en abstracte werken uit de 20e eeuw.
Beeldhouwwerken uit de periode voor 1800 worden tentoongesteld in de aangrenzende Liebieghaus Skulpturensammlung.

## Collectie
1. Joannis Avramidis : Figur I (1959) - brons
2. Reg Butler : Frau im Raum (1963) - brons
3. Michael Croissant : Kopf mit Schultern (1979/80)
4. August Gaul : Eselreiter (1912) - brons
5. Hans Steinbrenner : Figur (1993) - muschelkalk
6. Artur Volkmann : Reiter (1910/11) - brons
7. Gustav Heinrich Wolff : Brunnenfigur Narziss (1928/29) - muschelkalk
8. Fritz Wotruba : Stehende Figur (1959) - steen

## Fotogalerij

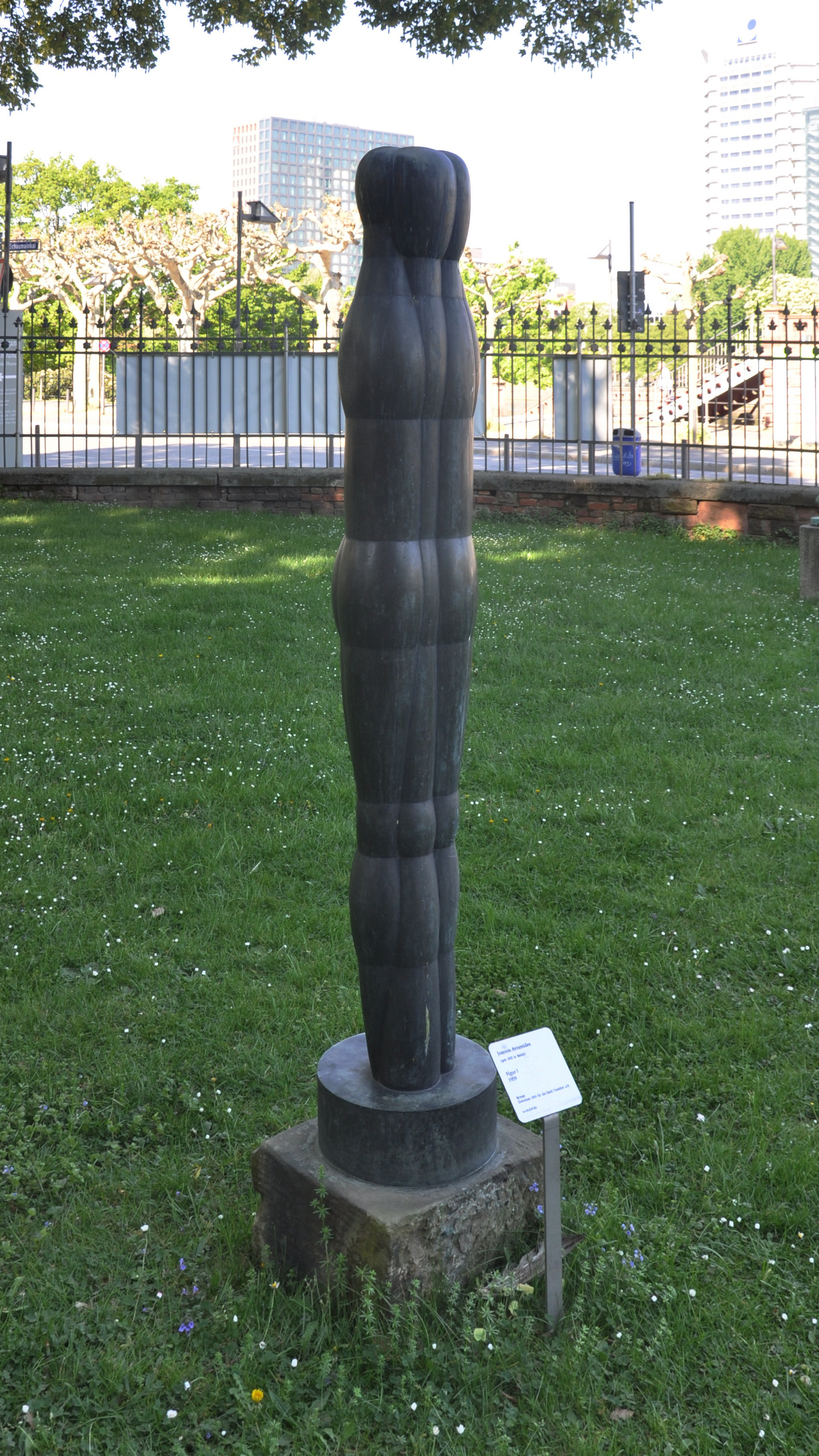
Joannis Avramidis: Figur I
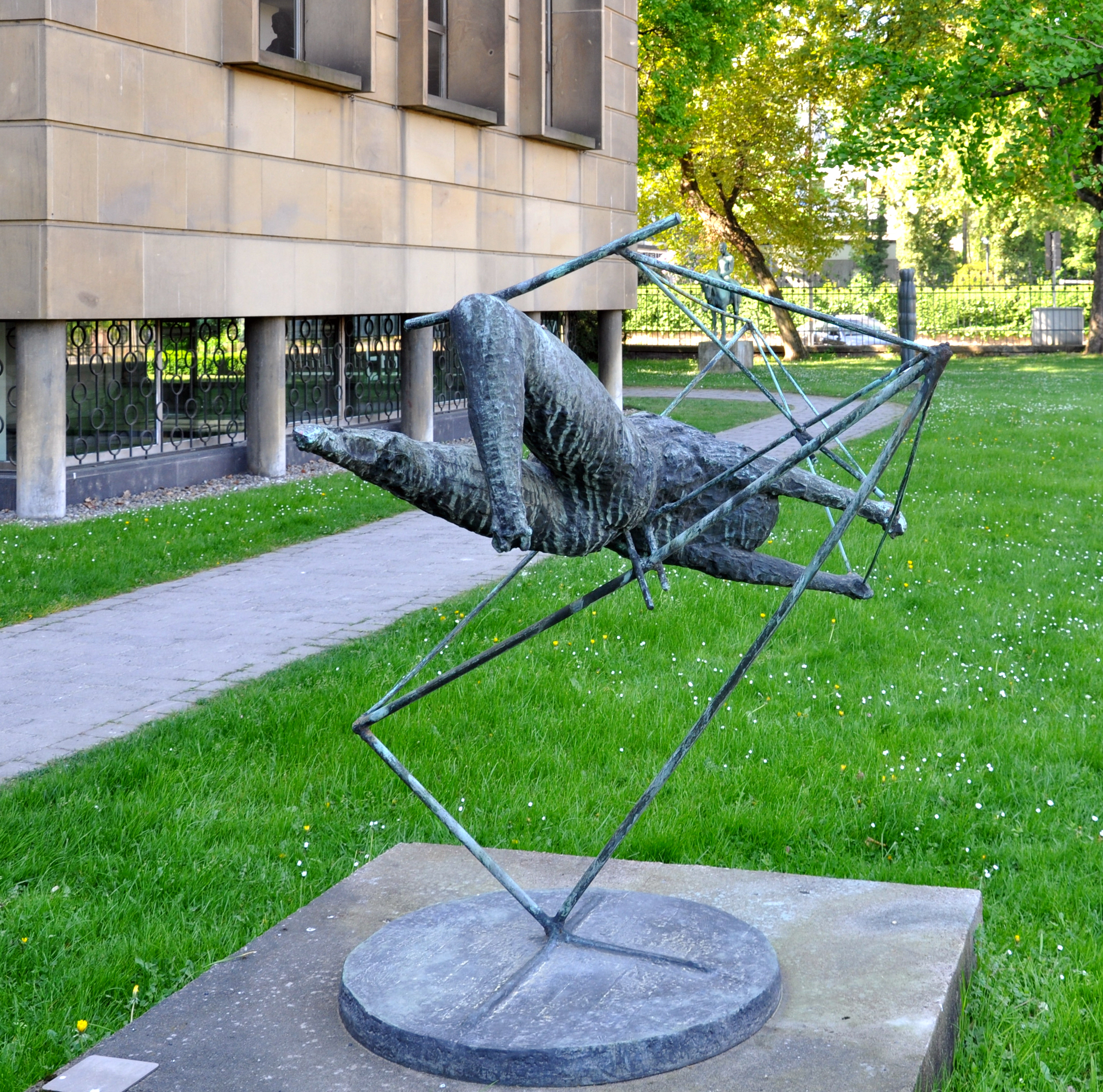
Reg Butler: Frau im Raum
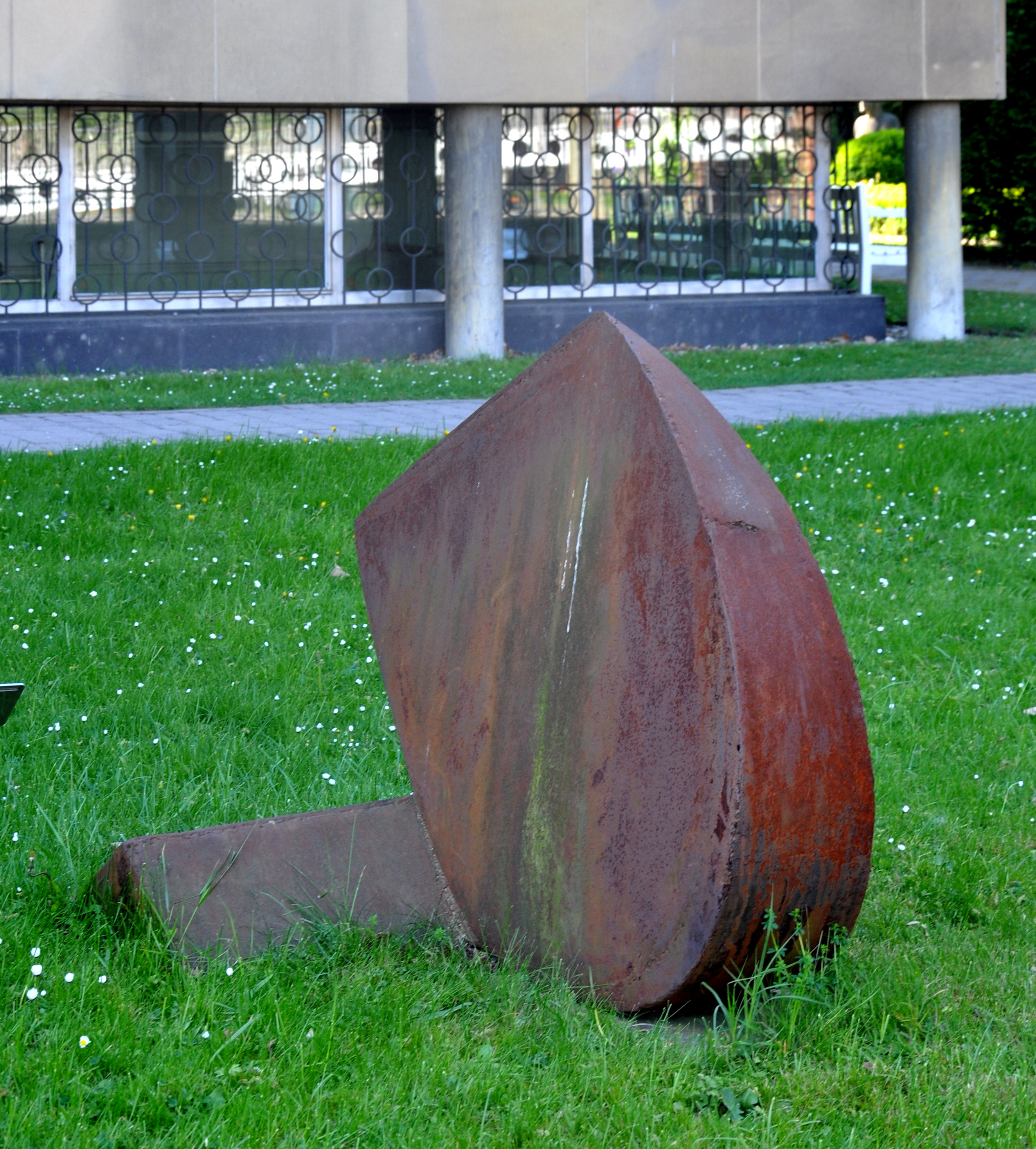
Michael Croissant: Kopf mit Schultern
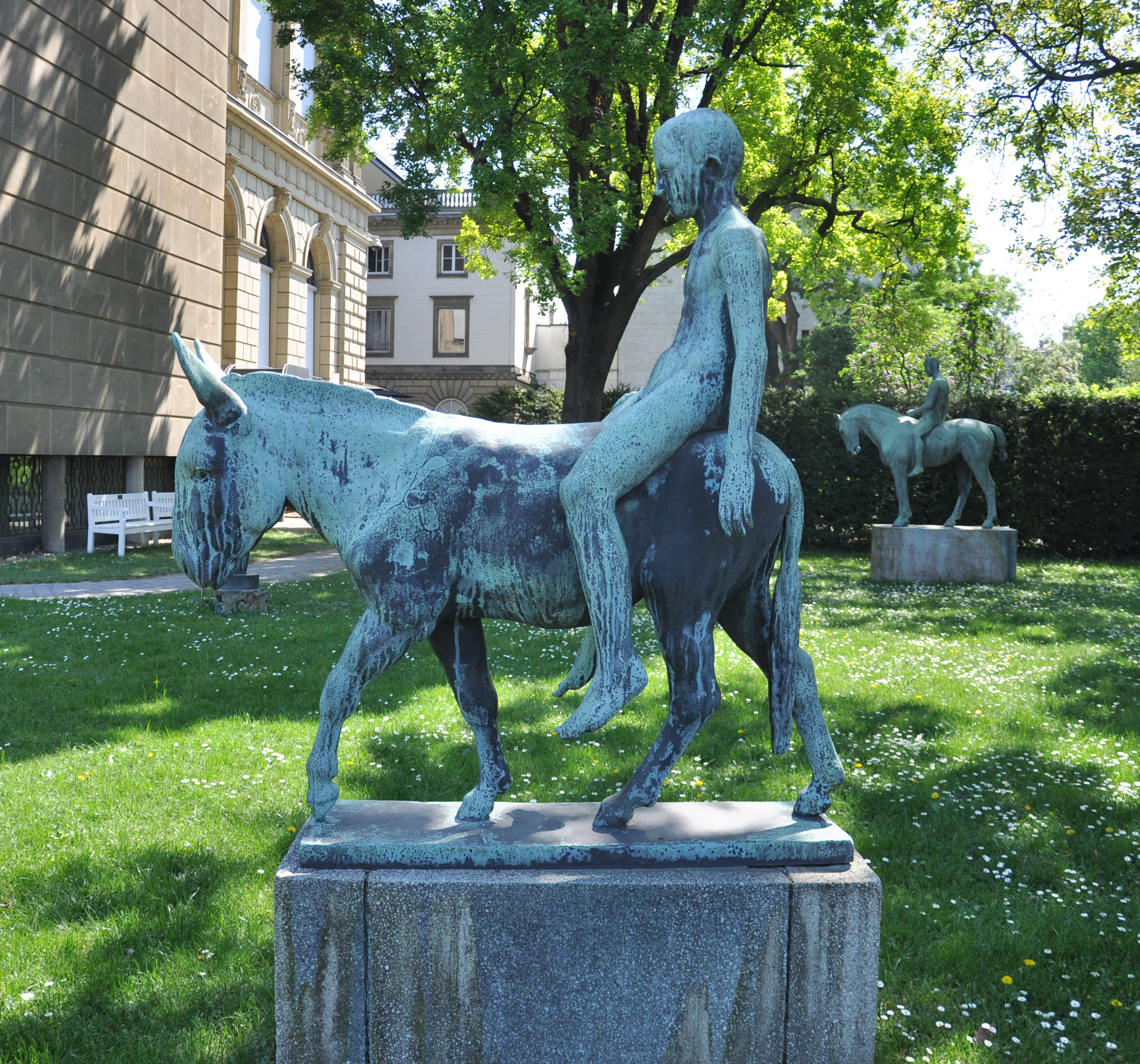
August Gaul: Eselreiter
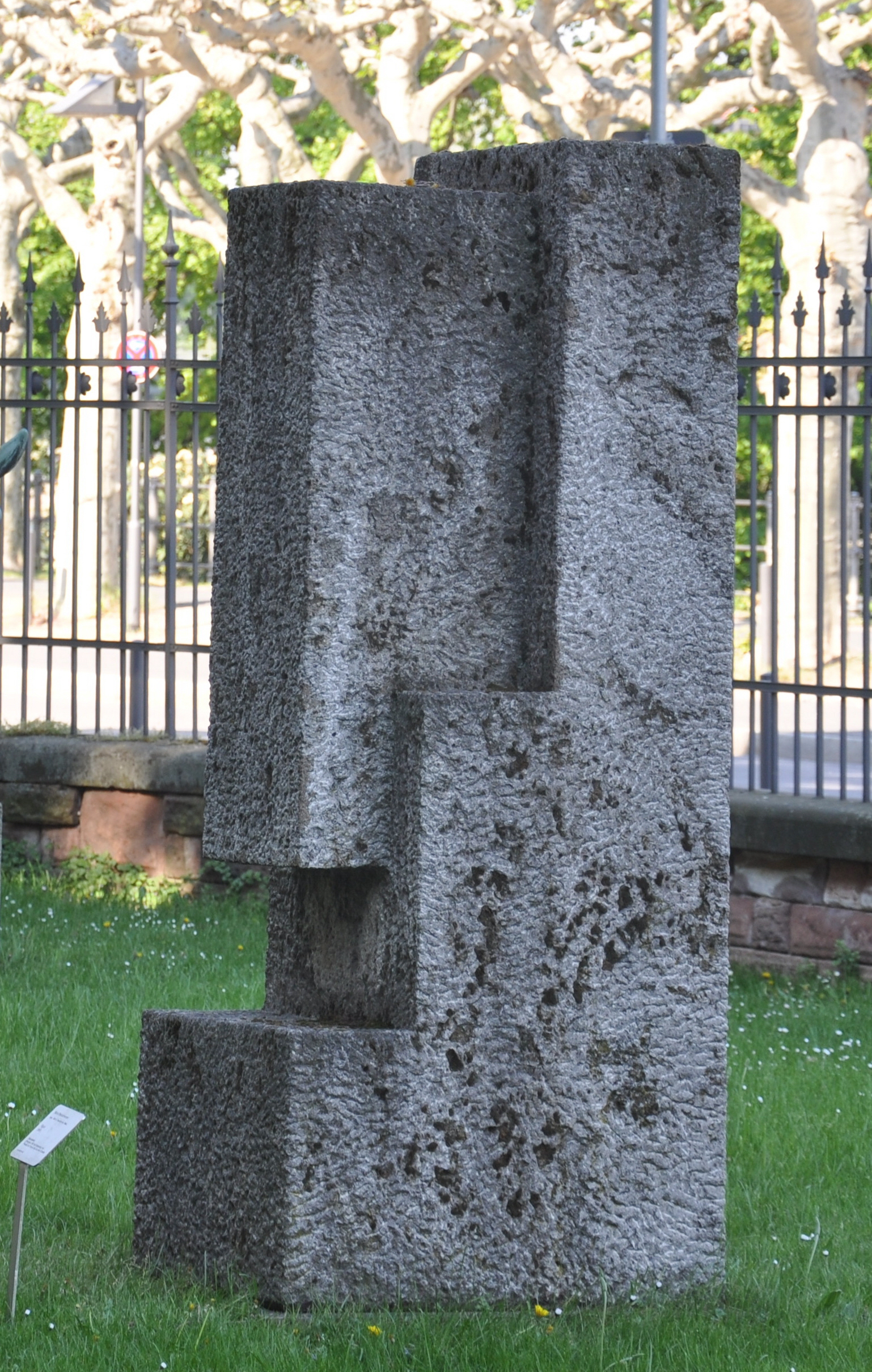
Hans Steinbrenner: Figur
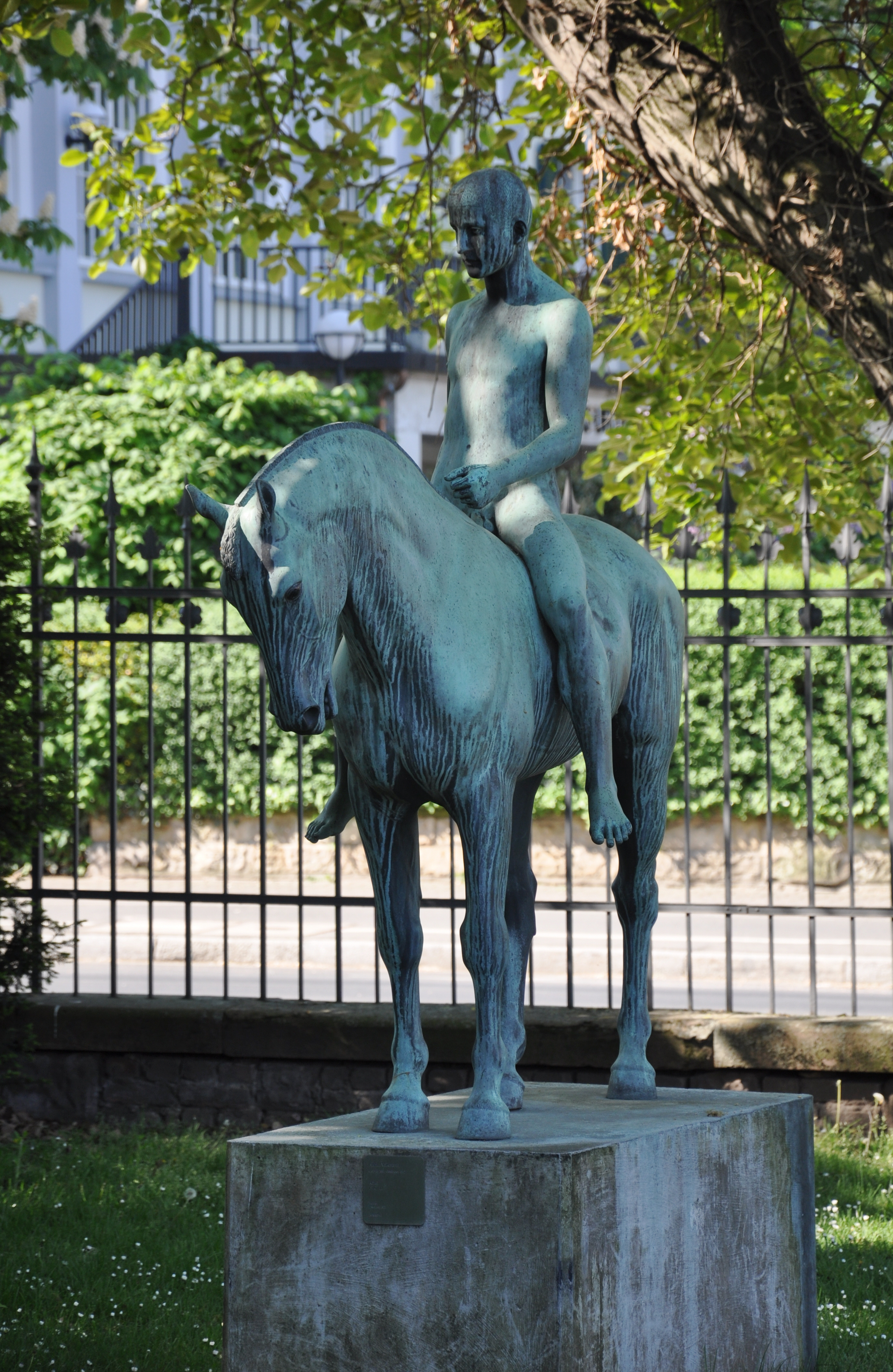
Artur Volkmann: Reiter
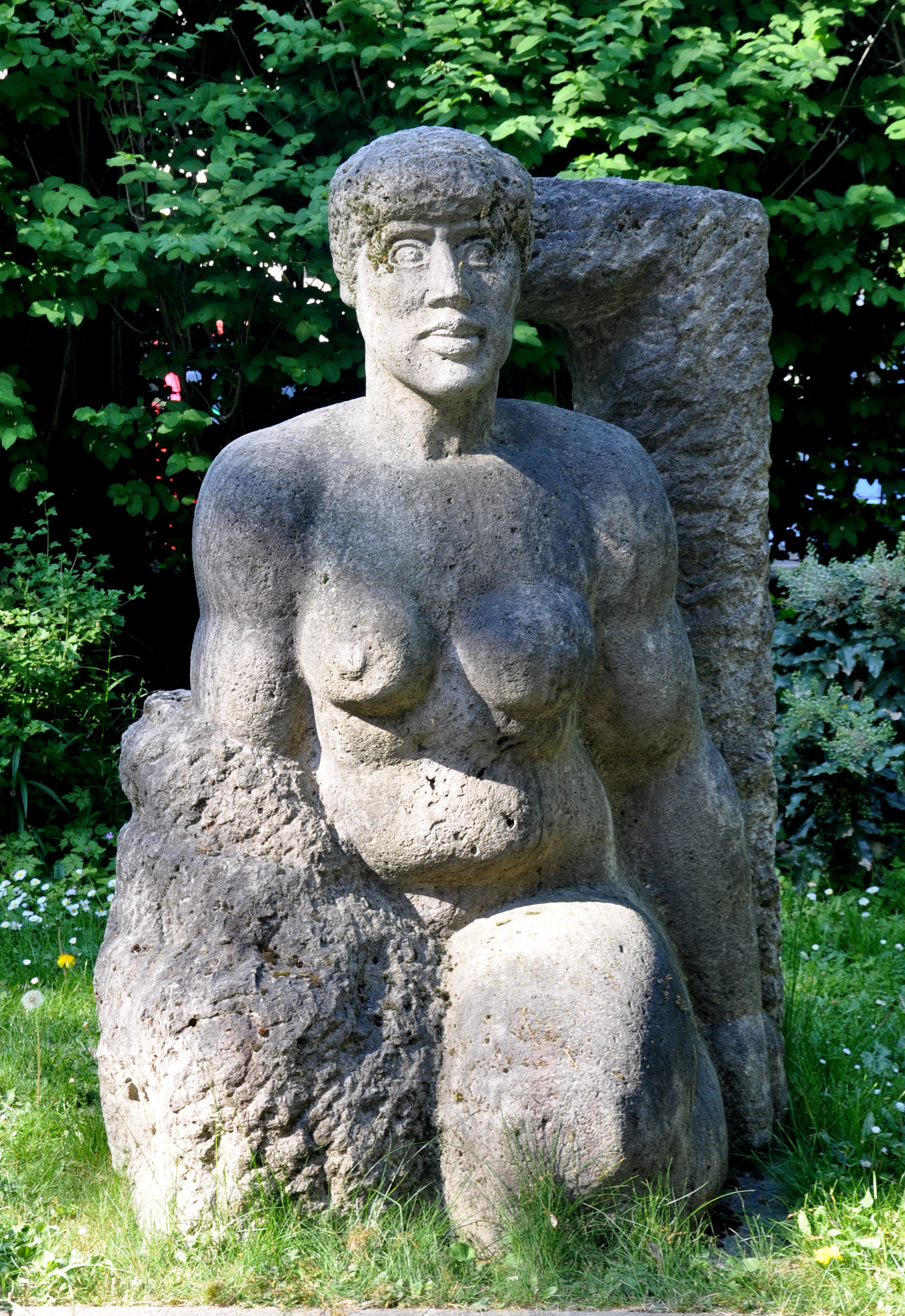
Gustav Heinrich Wolff: Brunnenfigur Narziss
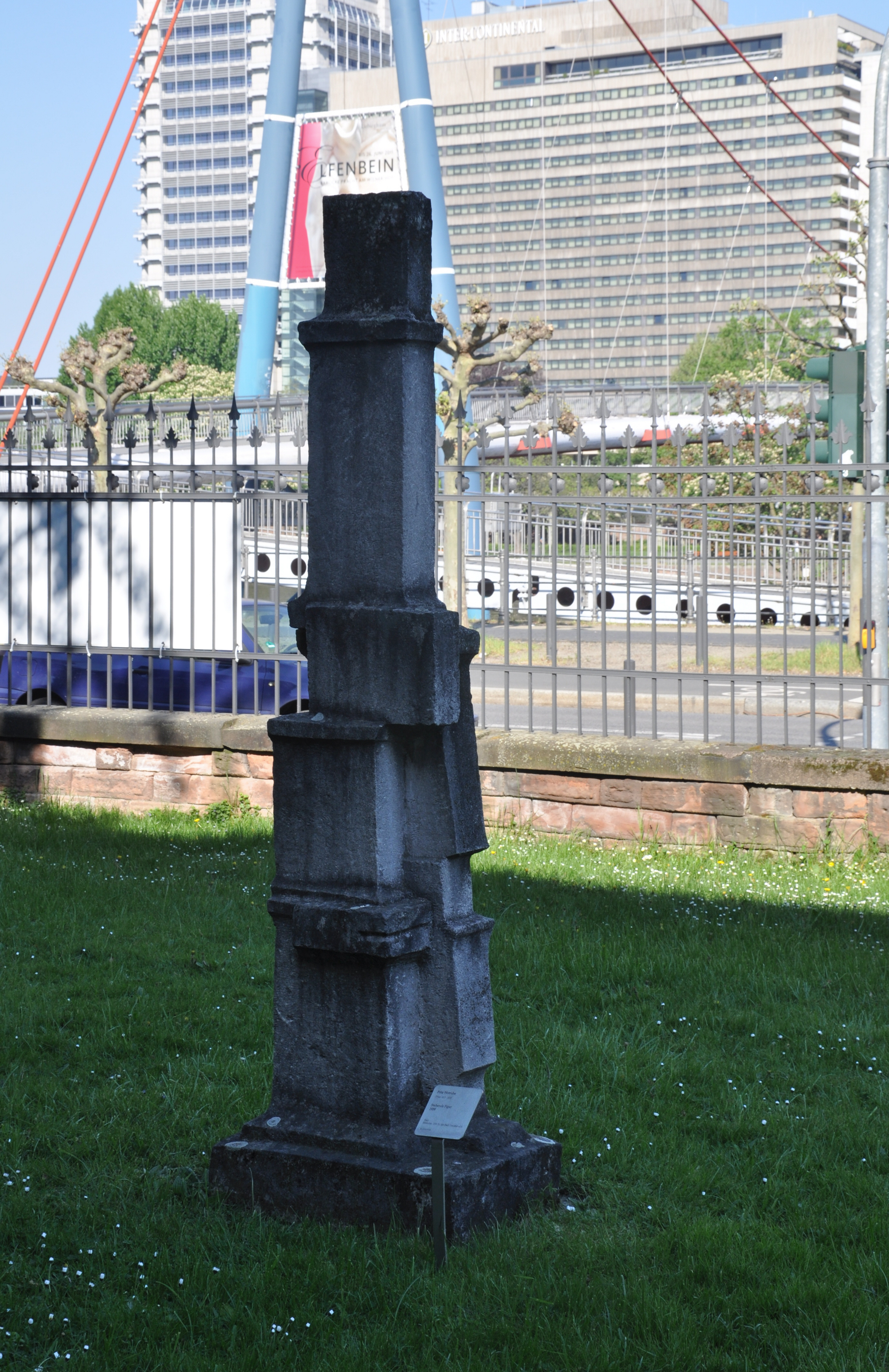
Fritz Wotruba: Stehende Figur